# Chilbisenf
Chilbisenf (schweizerdeutsch für «Kirchweih-Senf»), Bénichon-Senf oder Moutarde de Bénichon ist eine Senfspezialität aus dem Schweizer Kanton Freiburg. Es handelt sich um einen sehr süssen Senf, der als Brotaufstrich zu Freiburger Safranbrot (einer Art Brioche, als Cuchaule bekannt) gegessen wird.
Chilbisenf besteht zur Hauptsache aus gemahlenen Senfkörnern und Weisswein und enthält zudem Zimt, Sternanis, Nelken, Vin Cuit und Kandiszucker.
Der französische Name Moutarde de Bénichon wird 1852 zum ersten Mal erwähnt, das Senfprodukt ist aber schon wesentlich älter. Die Fête de Bénichon, auf der dieser angeboten wird, ist ein traditionelles jährliches Fest im Kanton Freiburg, das auf die Kirchweih und das Erntedankfest zurückgeht und je nach Gemeinde zwischen Juli und Dezember stattfindet.